# Биостратономия
Биостратономия (биостратиномия) (греч. bios — «жизнь» + лат. stratum — «слой» + греч. nomos — «закон») — область палеонтологии, по положению и состоянию ископаемых организмов изучающая процессы, происходящие с останками с момента смерти до момента внедрения в геологические осадочные пласты, расположение останков в пространстве, процессы их накопления и захоронения.
Термин введен в 1919 году И. Вейгельтом (англ. J. Weigelt).

Исходя из процессов, происходящих с массой раковин, я подверг биостратономическому изучению трупы как современных, так и ископаемых позвоночных с тем, чтобы выяснить индикаторы общегеологических, палеогеографических, климатических и экологических процессов. Причины смерти организмов, транспортировки, разложения, растаскивания, концентрации их остатков, как и многое другое, служат для геологов важными природными явлениями настоящего и прошлого— Перевод Г. Крумбигель и др. (1980, с. 73)
В 1940 году И. А. Ефремов предложил заменить термин на «стратономия», но такое обозначение не нашло широкого применения.
Расположение биостратономии в системе палеонтологических наук не определено. Различные ученые выделяют биостратономию как отдельную науку, как область палеонтологии, как раздел тафономии или одно из её направлений, раздел актуопалеонтологии, раздел седиментологии и раздел палеоэкологии.